# 慈幼宗座大學
慈幼宗座大學（義大利語：Università Pontificia Salesiana）是天主教慈幼會創辦的天主教大學，分別在羅馬及都靈設有校舍。

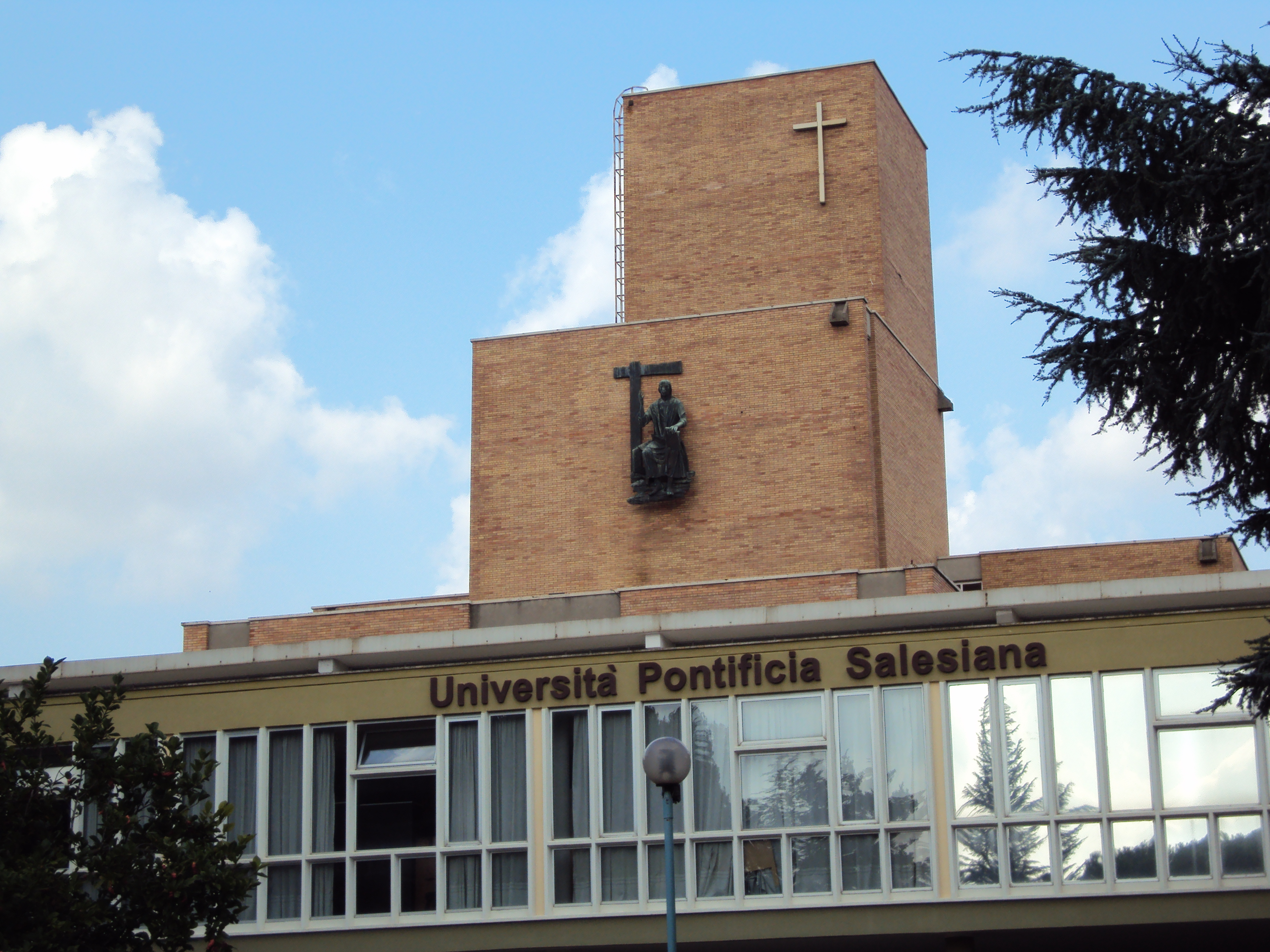
慈幼宗座大學校門

## 外部連結
- （意大利文）慈幼大學 （页面存档备份，存于）